# Jurij Samarin

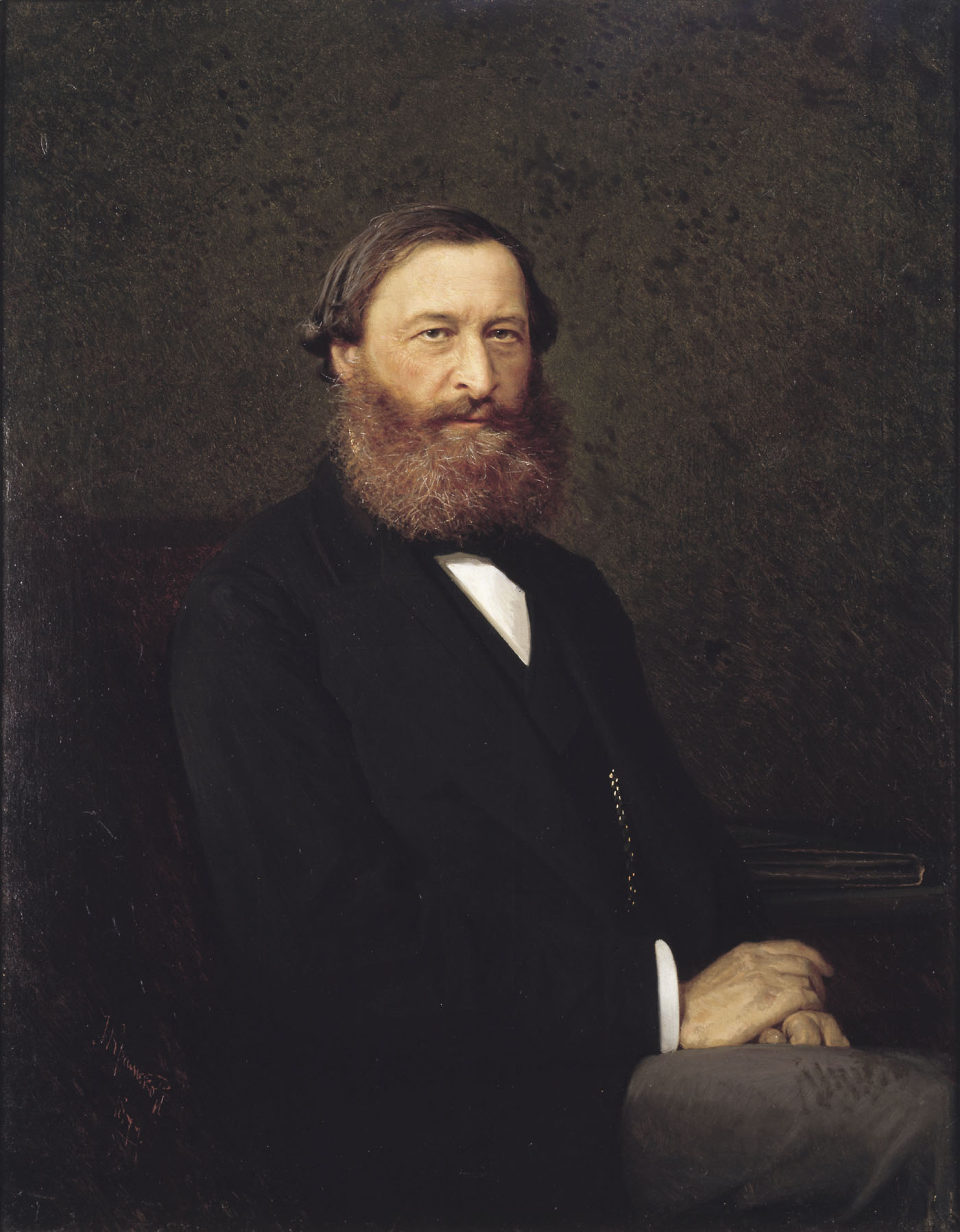
Jurij Samarin

Jurij Fjodorovitj Samarin (ryska: Юрий Фёдорович Самарин), född 3 maj (gamla stilen: 21 april) 1819 i Sankt Petersburg, död 31 mars (gamla stilen: 19 mars) 1876 i Berlin, var en rysk politisk författare.
Samarin tillhörde en rik adelssläkt i Moskva. Han blev 1844 filosofie doktor på en avhandling om Stefan Javorskij och Feofan Prokopovitj, inträdde i statstjänst och fick 1847 en anställning i Riga, om vars historia han på grundval av arkivstudier skrev ett arbete Obstjestvennoje ustrojstvo Rigi (1852). Efter uppseendeväckande brev om balttyskarnas hotade religionsfrihet förflyttades han till Simbirsk, sedan till guvernementskansliet i Kiev. 
År 1853 slog han sig ned på landsbygden och studerade bondeförhållandena så grundligt, att han 1859 inkallades i den för livegenskapens upphävande tillsatta redaktionskommittén och 1864 medverkade i Nikolaj Miljutins reformarbete i Polen. Han hade en slavofil grundsyn, men var en varm anhängare av det västerländska samhället och av jordbruksreformer. Hans samlade skrifter utgavs av hans bror 1877–96 i tio delar.